# Taifa de Ceuta

La Taifa de Ceuta, en la parte inferior del mapa.

Se denomina Taifa de Ceuta a varios reinos musulmanes independientes (taifa) que tuvieron como centro a la ciudad norteafricana de Ceuta (España) a lo largo de la historia. En ocasiones su territorio incluyó la ciudad de Tánger, actualmente en Marruecos.

## Primera 1061–1084
Creada al separase de la Taifa de Málaga
- Suqut al-Bargawati (m. 1079)[2] de los Bargawata.
  - Acuñaba su propio dinar,[3] su título era "lakab al-Mansur"[4]
  - En 1078, los almorávides invaden Tánger.
- Qadi Ayyad ibn Musa (1083–1149) iman y cadi maliki.

Fue conquistada por el Imperio Almorávide.

## Segunda
Creada en 1233 al separarse de la taifa de Murcia, en 1236 fue invadida por el Imperio Almohade.

## Tercera
En 1249 se independiza de los Háfsidas.
- Abu'l Qasim (1249-1279) de la dinastía Al Azafi.
  - Durante su gobierno se construyen 2 aljibes.[5]
  - 1259 nace Mohammed ibn Rushayd (m.1321), juez y escritor.
  - 1264 destruye la ciudad de Arcila[6]
  - 1274 el rey meríní Abu Yusuf escribe al rey aragonés: «Manifesta cosa sia a tots com Nós aben Yusuf Miarammollin Senyor de Marrocs i Feza i Suyamoza, i de ses pertinences, Senyor dels Benimarins... ab vós noble en Jaume, per la gràcia de Déu Rei d'Aragó, e de Mallorques, e de València, Comte de Barcelona... I puis que romanga aquella pau entreu vostres fills e els nostres, en tal manera que vós ens façats ajuda a pendre Cepta, e que ens enviets deu naus armades e deu galees,...». (grafía actualizada)[7]
  - 1285 muere el poeta sevillano Abu al-Baqa ar-Rundi
- Abu Hatim Ahmad (1279-1305) muerto en 1315
  - 1291 Por el Tratado de Monteagudo de las Vicarías, la Corona de Aragón la reconoce dentro de la influencia de Castilla.

En 1305 el Reino de Granada lo invadió.
Entre los siglos XIII y XIV los judíos de Marsella comerciaban con la ciudad y tenían un lugar privilegiado

## Cuarta taifa
En 1315 se independiza de los benimerines.
- Yahyah (1315-1323)
- Abu'l Qasim Muhammad (1323-1327)

En 1327 los benimerines la reconquistan y vuelven a anexionarla a su imperio.